# Diasporidion duplicatum
Diasporidion duplicatum là một loài bọ cánh cứng trong họ Cerambycidae.